# Lasiopogon aldrichii
Lasiopogon aldrichii là một loài ruồi trong họ Asilidae. Lasiopogon aldrichii được Melander miêu tả năm 1923. Loài này phân bố ở vùng Tân Bắc giới.